# هودونين
هودونين (بالتشيكية: Hodonín)‏ هي بلدة في إقليم جنوب مورافيا في جمهورية التشيك، وهي مركز مقاطعة هودونين.
يبلغ عدد سكان هذه البلدة 24,975 حسب إحصاء في سنة 2015.

## توأمة
لهودونين اتفاقيات توأمة مع كل من:
- هليتش
- Stolberg (Harz) [الإنجليزية]‏
- Zistersdorf [الإنجليزية]‏
- كاتوليكا (1996 - )

## أعلام
- يوجين نيوفيلد
- إريك دانييل
- إليشكا بوشكوفا
- توماس ماساريك

## اقرأ أيضاً
- مقاطعة هودونين